# Clarkia rhomboidea
Clarkia rhomboidea es una especie de flor silvestre de la familia Onagraceae, conocida con los nombres comunes en inglés de  "diamond clarkia" y "forest clarkia". Esta planta es originaria del oeste de América del Norte, donde es un residente común de los bosques y otros hábitats variados. 

## Descripción
Esta especie de Clarkia crece un larguirucho tallo no superior a un metro de altura y que tiene, ocasionalmente, pequeñas hojas. La flor tiene cuatro pétalos de color rosa brillante hasta color lavanda y, que a menudo están salpicadas de tonos más oscuros de color rosa. Los pétalos tienen forma de diamante con forma de cuchara y de 1 a 1,5 cm de largo. Tiene ocho estambres, cada uno con una gran antera que tienen el polen de color gris-azulado.

## Ecología
Las larvas de las polillas Alypia ridingsii se alimentan de esta planta.